# Богуновићи
Богуновићи представљају стару и угледну српску племићку породицу на простору Хелма.
Братство Богуновића потиче из Рашке области, а напоменимо да се ова српска област простирала у средњем веку, односно у периоду када је главнина братства/породице Богуновића живела на том простору преко данашње реке Неретве, тј. својим западним делом је излазила на Јадранско море.
Богуновићи су једина позната породица која „по мушкој линији“ води директно порекло од Немањића, о чему су писали историчари, специјализовани за историју Дубровника у средњем веку: др Илија Синдик (1888—1958), Србин католик из Дубровника, Ружа Ћук (1949—2007) из Историјског института САНУ, те историчар Божидар В. Кљајевић (1953—), који се ускостручно бави породичном генеалогијом.
Родоначелник породице Богуновић је Богун Немањић („Чингријина генеалогија“), из области Левер Таре и Ђурђевића Таре (у данашњој општини Пљевља), где су се у оно време налазили бројни летњиковци српске владарске породице - Немањића.
Богунов син, Лаврентије Немањић (итал. Lauriza Bogunovich figlio di Bogun Nemagnich) је 13. новембра 1350. године посетио Дубровник, тј. био је у пратњи свог рођака Стефана X Уроша Душана Немањића (1308—1355), краља Србије (владао: 1331-1345), а потом и цара (владао: 1345-1355), који нам је такође познат и као Стефан Урош IV Душан „Силни” Немањић, приликом његове посете Дубровнику.
Цар Душан, само је успутно свратио у овај српски приморски Град, пошто је после смрти (1348) Младена III Шубића - Брибирског (1315—1348), мужа своје сестре Јелене Немањић (1320—1355), морао претходно отићи са великом војском на северозапад српског царства да обезбеди све њене поседе.
За ове поседе племићке породице Шубић: Клис, Скрадин, Омиш и Крка, били су заинтересовани Млечани, као и Угри.
Душан је најпре из Хумске земље продужио пут ка Цетини и Крки, а на Крки се чак неко време задржао боравећи на двору своје сестре.
Дакле, овде споменута посета Дубровнику одиграла се непосредно по његовом повратку са поседа Јелене Немањић.
Једно дубровачко посланство (од шест племића), позвало га је 25. октобра 1350. године, да са царицом и сином, и уз пратњу од „сто одабраних људи“ посети Дубровник, две дубровачке ратне галије, под командом Савина Бондића (1312-1367), дошле су по цара (Дубровчани су га називали:  „dominus imperator“ ) у Цавтат, да би га оданде превезле са пратњом до тзв. „Приморске капије“ одакле је исти ушао у Град.
О овом доласку српског цара у Дубровник, Јорјо Тадић (1899—1969), угледни представник Срба католика у Далмацији, оставио нам је у својој богатој историјско-научној заоставштини следеће податке, пронађене у Дубровачком архиву, чији је био велики познавалац:

„... Душан, царица Јелена и млади краљ Урош, искрцали су се у дубровачкој луци, на оном мосту код кнежева Двора. Судећи по каснијим прописима за сличне пријеме, изашли су и тада на обалу кнез са свом властелом, а због присуства царице, мора да су међу њима биле и дубровачке владарке (властелинке).
Свечана поворка, прошла је кроз градска врата од Понте и ушла у Двор, где су увијек отсједале само најугледније личности, које су долазиле у Дубровник. Неки кажу, да је Душан остао само три дана, што је лако вјероватно, док други говоре да је у Дубровнику боравио осам дана. Дубровчани су даровали цару 60 финих тканина, што је онда представљало велику вриједност, а можда и још штогод. Половином децембра, послали су царици Јелени воска, по свој прилици воштаних свијећа, у вредности 100 перпера. Прије одласка, кажу неки кроничари, Душан је препоручио Дубровчанима да добро пазе на своју државу и да чувају своју слободу, па су вјероватно у вези с тиме, већ 18. новембра донијели неке одлуке о појачању градских зидина, те о подизању и учвршћивању старих утврђења Града.“
Он нам такође у наставку горњег текста каже:
„Али Јакоб Лукаревић (1551-1615) још приповиједа како је дубровачки Двор био красно удешен, на посебан начин, јер је влада хтјела што свечаније почастити овако угледног госта. Чак прича да су неки грчки умјетници израдили многе слике о великим Душановим побједама, а да је направљен и један портрет самог цара. Помишљало се, каже Лукаревић, да се његов лик исклеше у камену, али да се нашло како слика у бојама има више дражи и како је живља од хладног камена. Марво Орбини (1603) прича о великим и непрекидним забавама, гозбама и игранкама, приређеним у почаст цара Душана, као и о даровима, које су му Дубровчани поклонили...“
Лаврентије је (као што је забележено у Дубровачком архиву), остао да живи у Дубровнику, а у знак поштовања на свог угледног оца, узео је презиме Богуновић, па су га тако касније и запамтили у овом граду, као Лаврентија-Лаврицу Богуновића.
Један од највећих стручњака за средњовековну историју Дубровника, др Ружа Ћук, о овоме каже следеће: »Према казивању Чингријине генеалогије, Ловица (Лаврентије) Богуновић, син Богуна Немањића дошао је у Дубровник 1350. године.«, мало даље, она наставља: »Ловрица се налазио на српском двору и у царевој пратњи.«, и на крају говора о Лаврентијевом доласку у град под Срђем, наглашава: »Готово сви подаци из Чингријине генеологије могу се проверити и у осталој грађи из Дубровачког архива. Сведочанство Чингријине генеологије, према којима је Ловрица Богуновић дошао са царем Стефаном...«.
Богуновићи су више од 232 године живели у српском Дубровнику, односно све до 1582. године, да би се потом већина братственика (читај: породица) постепено померала из Рашке, ка Босанској Крајини и Далмацији, да би се после 1689. године већински настанило на подручју данашње Лике.
Братство је дуго година настањивало област у Лици уз Врело Зрмање, као и околна села, од којих два носе назив Богуновићи, идентично као и једно у суседној Босни.

## Породице које чине братство Богуновића
Српско братство Богуновића чине разне породице, које данас носе 39 различитих презимена (са варијантама чак 50 презимена), а готово свима је крсна слава „Јовањдан“, јер је свега пар породица мењало своју оригиналну славу нпр. Цетински Врањеши славе „Никољдан“.
Братство (Богуновића) чине породице:
- Адамовић (уз варијанту истог презимена: Адам);
- Анушић;
- Бероња;
- Богуновић;
- Бодирога[18];
- Борић (грана породице Цвјетићанин);
- Бундало;
- Врањеш;
- Грмуша;
- Дамић;
- Ђурашиновић;
- Журовић (уз варијанту истог презимена: Зуровић);
- Зуровац (пореклом су од породице Журовић/Зуровић);
- Зухрић (исламског су верског опредељења, а пре преласка на ислам Крсна слава им је била св. Јован, пореклом су од православне породице Журовић/Зуровић);
- Јеличић
- Јосиповић (грана породице Ковачевић);
- Кондић
- Ковачевић;
- Крајиновић (уз варијанту истог презимена: Крајновић);
- Кубурић (грана породице Миљуш);
- Мазалица[19];
- Мартиновић[20]
- Марчета (уз варијанту истог презимена: Марчетић);
- Мешкићи (грана породице Борић);
- Миљуш;
- Мркушић (раније Богуновић-Мркушић; лат. Merkusich / Marcusich);
- Обрадовић;
- Патић;
- Пашић;
- Пиљић (грана породице Борић);
- Пјанић;
- Поповић;
- Познан;
- Радановић[21] (грана породице Ковачевић);
- Ракић;
- Рамовић (исламског су верског опредељења, а пре преласка на ислам Крсна слава им је била св. Јован, пореклом су од православне породице Журовић/Зуровић)
- Стојановић;
- Татић;
- Томић (Томићи у Дрвару, село: Велики Штрпци. Ови Томићи су од рода Марчета. Старином су из Лике. Пре 130 година преселили су одавде њихови рођаци на Камен, код Гламоча и на Пркосе код Петроваца.);
- Цвјетићанин (уз варијанте истог презимена: Цвјетичанин, Цветичанин, Цвијетичанин и Цвијетићанин);
- Шкундрић (уз варијанте истог презимена: Шкундре и Шкондрић).

## Напомена
Код породица са презименом Богуновић у северној Далмацији (насеља: Биљане Доње, Бенковац, Запужане, Раштевић, Радашиновци, Медвиђа, Јагодња доња, Какма и Булић) и северозападној Босни односно у Босанској Крајини (насеља: Збориште и Агићи), присутне су спорадично и следеће Крсне славе: Св. Георгие, тј. Ђурђевдан, Св. Алимпије Св. Стеван; код Марчетића у северној Далмацији (насеља: Книн, Кољани и Сињ): Св. Архангел Михаило, тј. Аранђеловдан; код Марчета у северној Далмацији (насеље: Жегар): Св. Стеван, код Пашћа у северној Далмацији (насеље: Отон): Св. Стефан; код Ракића у северној Далмацији (Буковић, Бенковац, Вариводе и Ђеврске): Св. Никола и Св. Георгие, тј. Ђурђевдан; код Татића у северној Далмацији (насеље: Кањане): Св. Никола; код Врањеша у северној Далмацији (насеља: Бенковац и Цетина): Св. Никола, код Борића у Босанској Крајини (насеља: Дринић, Љусина, Матаваза, Отока, Рипач, Стабанџа, Хргар и Цазин): Св. Пантелија.

## Документа – извори
- Опис слике: Утјех Вучковић из Загорја у Херцеговини, продаје робињу Тврдицу за десет дуката Цветку „Турчину“ Немањићу Богуновићу.
 Извор: „Historijski arhiv u Dubrovniku“ (Diversa Notariæ 11, fol. 73., 1. април 1373. године).
- Опис слике: Суд позива Цветка „Турчина“ Немањића Богуновића, у утврђеном српском средњовековном Граду Сребрници (Стругари, Крагујевац), да врати дуг Дубровачкој републици (1358—1808).
 Извор: „Historijski arhiv u Dubrovniku“ (Lettere. Lev., fol. 96., 15. јануар 1376. године).
- Опис слике: Суд позива Цветка „Турчина“ Немањића Богуновића, у утврђеном српском средњовековном Граду Сребрници (Стругари, Крагујевац), да врати дуг Дубровачкој републици (1358—1808).
 Извор: „Historijski arhiv u Dubrovniku“ (Lettere. Lev., fol. 96., 3. фебруар 1376. године).
- Опис слике: Цветко „Турчин“ Немањић Богуновић продаје робињу Годимилу, Фирентинцу, настањеном у Падови.
 Извор: „Historijski arhiv u Dubrovniku“ (Liber dotium II, fol. 26., 12. август 1386. године).
- Опис слике: У песми (Писма од витезова приморских), која се налази у овој књизи (pp. 227–231), Андрија Качић Миошић слави јунаштво „ускока“, који су освојили (1684) Норинску кулу, а међу њих пет (5) аутор спомиње и Гргура Дамића Богуновића (pp. 231).
 „... Силни јунак у Баћини бише,
 старином се Богуновић пише,
 а придивком Дамићу Гргуре,
 сиви соко рата од Морије...“